# Call of Duty: Modern Warfare Remastered
Call of Duty: Modern Warfare Remastered è uno sparatutto in prima persona sviluppato da Raven Software e pubblicato da Activision. È una versione rimasterizzata di Call of Duty 4: Modern Warfare del 2007. La rimasterizzata è stata inizialmente pubblicata come parte dei pacchetti in edizione speciale di Call of Duty: Infinite Warfare il 4 novembre 2016, per PlayStation 4, Xbox One e Microsoft Windows. Una versione standalone è stata distribuita per PlayStation 4 il 27 giugno 2017 e per Xbox One e PC il mese successivo.

## Sviluppo
Lo sviluppo è iniziato all'inizio del 2015 dopo che è stata pubblicata una petizione online fan-made che richiedeva un remaster di Modern Warfare. Activision arruolò Raven Software, che aveva assistito allo sviluppo delle modalità multigiocatore dei giochi Call of Duty precedenti, per sviluppare la Remastered, mentre lo sviluppatore originale Infinity Ward supervisionava. La Remastered presenta ampi miglioramenti grafici, di rendering e di illuminazione, animazioni aggiornate, effetti sonori originali rimasterizzati e l'aggiunta di nuovi, e offre numerosi piccoli miglioramenti pur mantenendo il gameplay di base originale. Sono inclusi anche nuovi contenuti multiplayer e ulteriori obiettivi e trucchi.

## Accoglienza
Modern Warfare Remastered ha ricevuto recensioni generalmente favorevoli. I critici hanno elogiato il miglioramento della grafica, del suono e della gamma di miglioramenti, e hanno ritenuto che il gameplay fosse invecchiato bene e fornisse ancora delle sfide. Mentre il gioco nel complesso era considerato fresco e fondato nel realismo, alcuni criticarono la narrazione datata e chiamarono il multiplayer superficiale (anche se i nuovi contenuti online sarebbero poi stati distribuiti attraverso gli aggiornamenti). Ulteriori lamentele si concentrarono su alcune scelte progettuali conservate da Modern Warfare e dall'intelligenza artificiale. La Remastered è stata anche oggetto di controversie da parte delle decisioni di Activision di inizialmente solo come parte di un pacchetto, l'incorporazione di microtransazioni, il prezzo determinato del contenuto scaricabile e la versione standalone del gioco.